# 陶然镇
陶然乡，是中华人民共和国辽宁省铁岭市西丰县下辖的一个乡镇级行政单位。

## 行政区划
陶然乡下辖以下地区：
太平村、登云村、平岭村、康宁村、五云村、陶然村和榆树村。